# 76:14
76:14 es el segundo álbum de estudio de Global Communication,  dúo inglés de música electrónica compuesto por Tom Middleton y Mark Pritchard. Originalmente publicado por el sello Dedicated Records el 1 de junio de 1994, el disco ha sido reeditado numerosas veces, más recientemente en 2020, en una versión extendida y remasterizada junto al primer disco del grupo, Pentamerous Metamorphosis. 
El título del álbum hace referencia a la duración total del disco en minutos y segundos. Cada canción de álbum es titulada simplemente con su duración. Los artistas declaran en las notas interiores del álbum que el motivo de esto era evitar implicar un significado específico para la música, y así dejar que sea el oyente quien interprete de modo completamente libre lo que suena de acuerdo a su propia imaginación.[cita requerida]
En 2005, el álbum fue reeditado con un disco extra que incluía singles publicados con anterioridad y posterioridad al álbum, así como un empaquetado mejorado y nuevas notas interiores del propio grupo y de fanes conocidos del disco. Los bonus tracks tienen un sonido más house y jazzy techno que los temas del álbum, más ambient y sin beats.
El álbum aparece en la lista de The Guardian de los "1.000 álbumes que oír antes de morir". Ha sido descrito como una "obra maestra de inconmensurable belleza fuera del tiempo".

## Canciones
1. "4 02" – 4:02
2. "14 31" – 14:31
3. "9 25" – 9:25
4. "9 39" – 9:39
5. "7 39" – 7:39
6. "0 54" – 0:54
7. "8 07" – 8:07
8. "5 23" – 5:23
9. "4 14" – 4:14
10. "12 18" – 12:18

### Reedición 2005 - Bonus disc
1. "The Groove (Instrumental)" – 8:10
2. "The Way (Secret Ingredients Mix)" – 11:51
3. "The Deep (Original Mix)" – 11:10
4. "The Biosphere (Global Communication Remix)" - Reload – 9:05
5. "Incidental Harmony" – 8:33
6. "Sublime Creation" – 11:49
7. "Aspirin (Global Communication Remix)" - Sensorama – 12:56